# Trey Parker
Trey Parker született: Randolph Severn Parker  (Conifer, Jefferson megye, Colorado, 1969. október 19. ) ötszörös Primetime Emmy- és négyszeres Tony-díjas amerikai rendező, forgatókönyvíró, producer és színész, a South Park című tévésorozat egyik készítője.

## Életrajz
Parker egy kisvárosban, a coloradói Coniferben nőtt fel. Gyerekként megrajzolt egy figurát, Mr. Hankey (Kula bácsi) néven, akiből a South Park ünnepi jelképe lett. Sportban elért sikere, hogy fekete öve van taekwondóból, emellett kitüntetett diák volt a Evergreenben és Fairplayben, Coloradóban.
Parker egy évet a bostoni Berklee College of Musicben járt, majd átment a Boulderi Coloradói Egyetemre. Itt film- és 
komolyzene szakon tanult. Miután kétszer is szakosodott a japán nyelvből és a zenéből, Japánban is élt egy ideig.
Az 1990-es évek elején találkozott Matt Stone-nal. Ketten csináltak két videót, melyekben négy fiú szerepelt, akikből később a South Park főszereplői lettek. (Lásd még: Jesus vs. Frosty; The Spirit of Christmas)
Parker és családja szolgál alapul a South Park-beli Stan Marshnak. Wendy Testaburger alakja is Parker egyik régi fellángolásán alapul.
2006-ban házasságot kötött Emma Sugiyamával, de 2008-ban elváltak. 2009-ben megismerkedett Boogie Tillmonnal, akivel 2014-ben kötött házasságot. Szintén ebben az évben, júliusában született meg kislányuk, Betty Boogie Parker.
2025-ben Matt Stone-nal együtt, csillagot kap a Hollywoodi sétányon.

## Filmográfia

### Együttműködések Matt Stone-nal
- The Book of Mormon (Musical) (2010)
- Amerika kommandó: Világrendőrség (2004)
- That's My Bush (2001)
- South Park – Nagyobb, hosszabb és vágatlan (1999)
- Basebolondok (1998)
- South Park (tévésorozat; 1997–)
- Spermafióka (1997)
- The Spirit of Christmas (1996)
- Jesus vs. Frosty (1992)
- Cannibal! The Musical (1994)

### Egyéb
- American History (1991 egyetemi animált rövidfilm az amerikai történelméről)